# Adewale Olukoju
Adewale Olukoju (né le 27 juillet 1968 à Zaria) est un athlète nigérian, spécialiste du lancer du disque et du lancer du poids. 

## Biographie
Adewale Olukoju est marié avec la sprinteuse nigériane Fatima Yusuf.

### Palmarès
| Date | Compétition                   | Lieu      | Résultat | Épreuve          | Performance |
| ---- | ----------------------------- | --------- | -------- | ---------------- | ----------- |
| 1986 | Championnats du monde juniors | Athènes   | 6e       | Lancer du poids  | 17,19 m     |
| 1986 | Championnats du monde juniors | Athènes   | 7e       | Lancer du disque | 54,00 m     |
| 1987 | Jeux africains                | Nairobi   | 1er      | Lancer du poids  | 18,13 m     |
| 1987 | Jeux africains                | Nairobi   | 1er      | Lancer du disque | 56,50 m     |
| 1988 | Championnats d'Afrique        | Annaba    | 3e       | Lancer du poids  | 17,70 m     |
| 1988 | Championnats d'Afrique        | Annaba    | 1er      | Lancer du disque | 62,12 m     |
| 1990 | Jeux du Commonwealth          | Auckland  | 2e       | Lancer du poids  | 18,48 m     |
| 1990 | Jeux du Commonwealth          | Auckland  | 1er      | Lancer du disque | 62,62 m     |
| 1991 | Universiade                   | Sheffield | 1er      | Lancer du disque | 61,48 m     |
| 1991 | Championnats du monde         | Tokyo     | 11e      | Lancer du disque | 59,44 m     |
| 1991 | Jeux africains                | Le Caire  | 2e       | Lancer du poids  | 17,58 m     |
| 1991 | Jeux africains                | Le Caire  | 1er      | Lancer du disque | 59,22 m     |
| 1992 | Championnats d'Afrique        | Maurice   | 3e       | Lancer du poids  | 17,06 m     |
| 1992 | Championnats d'Afrique        | Maurice   | 1er      | Lancer du disque | 60,66 m     |
| 1993 | Universiade                   | Buffalo   | 2e       | Lancer du disque | 62,96 m     |
| 1994 | Jeux du Commonwealth          | Victoria  | 2e       | Lancer du disque | 62,46 m     |
| 1994 | Coupe du monde des nations    | Londres   | 3e       | Lancer du disque | 60,22 m     |
| 1995 | Championnats du monde         | Göteborg  | 6e       | Lancer du disque | 63,66 m     |
| 1995 | Jeux africains                | Harare    | 1er      | Lancer du disque | 61,68 m     |

### Records
| Épreuve          | Performance | Lieu    | Date        |
| ---------------- | ----------- | ------- | ----------- |
| Lancer du disque | 67,80 m     | Modesto | 11 mai 1991 |